# ペビビット
ペビビット（peta binary digit）は情報の大きさや記憶装置の容量を表す単位である。Pibit、Pibと略記される。
- 1 pebibit = 250 bits = 1,024 tebibits = 1,125,899,906,842,624bits

2進接頭辞であるペビを使っており、250を示す。
文脈によっては1015をあらわす場合もあるが適当ではない。
8ペビビットが1ペビバイトと同じである。